# ديف هايز (لاعب كرة قدم أمريكية)
ديف هايز (بالإنجليزية: Dave Hayes)‏ هو لاعب كرة قدم أمريكية أمريكي، ولد في 24 مارس 1896، وتوفي في 14 نوفمبر 1956.